# Thies Bergemann
Thies Bergemann (* 19. Januar 1996 in Kiel) ist ein deutscher Handballspieler. Er spielt für den österreichischen Erstligisten UHK Krems.

## Karriere

### Im Verein
Bergemann begann das Handballspielen im Alter von vier Jahren beim TSV Altenholz. Später war er in der Jugendabteilung des THW Kiel aktiv. Im Jahr 2016 kehrte der Außenspieler zum TSV Altenholz zurück, mit dessen Herrenmannschaft er in der 3. Liga auflief. Mit Altenholz gewann er 2017 die Meisterschaft in der Nordstaffel der 3. Liga. Anschließend verzichtete der Verein auf sein Aufstiegsrecht in die 2. Bundesliga. Für Altenholz erzielte er 165 Treffer in 56 Drittligapartien. Der Linkshänder besaß in der Saison 2017/18 ein Zweitspielrecht für die Bundesligamannschaft des THW Kiel, für die er jedoch kein Pflichtspiel bestritt. Im Sommer 2018 wechselte er zum Zweitligisten Handball Sport Verein Hamburg. Nachdem Bergemann in seiner ersten Spielzeit beim Handball Sport Verein Hamburg 66 Treffer erzielte, steigerte er sich in der zweiten Saison auf 79 Treffer. Im Jahr 2020 verlängerte er seinen Vertrag mit Hamburg um zwei weitere Jahre. Mit dem Handball Sport Verein Hamburg stieg er 2021 in die Bundesliga auf. Nach der Saison 2023/24 verließ er Hamburg. Für die Saison 2024/25 hat Bergemann beim UHK Krems unterschrieben und läuft damit in der Handball Liga Austria auf. In seiner ersten Saison beim UHK Krems feierte er mit dem Team den Titel in der HLA Meisterliga, außerdem konnte Bergemann im Grunddurchgang mit 143 Toren aus 22 Spielen die sechstmeisten Tore erzielen.

### In Auswahlmannschaften
Bergemann wurde Ende des Jahres 2016 erstmals zu einem Lehrgang der deutschen Juniorennationalmannschaft eingeladen. Im Rahmen des Lehrgangs gab er im Januar 2017 in einem Testspiel gegen Kroatien sein Debüt im Nationaltrikot.

## Erfolge
- UHK Krems
  - 1× Österreichischer Meister 2024/25